# Онуфриево (Московская область)

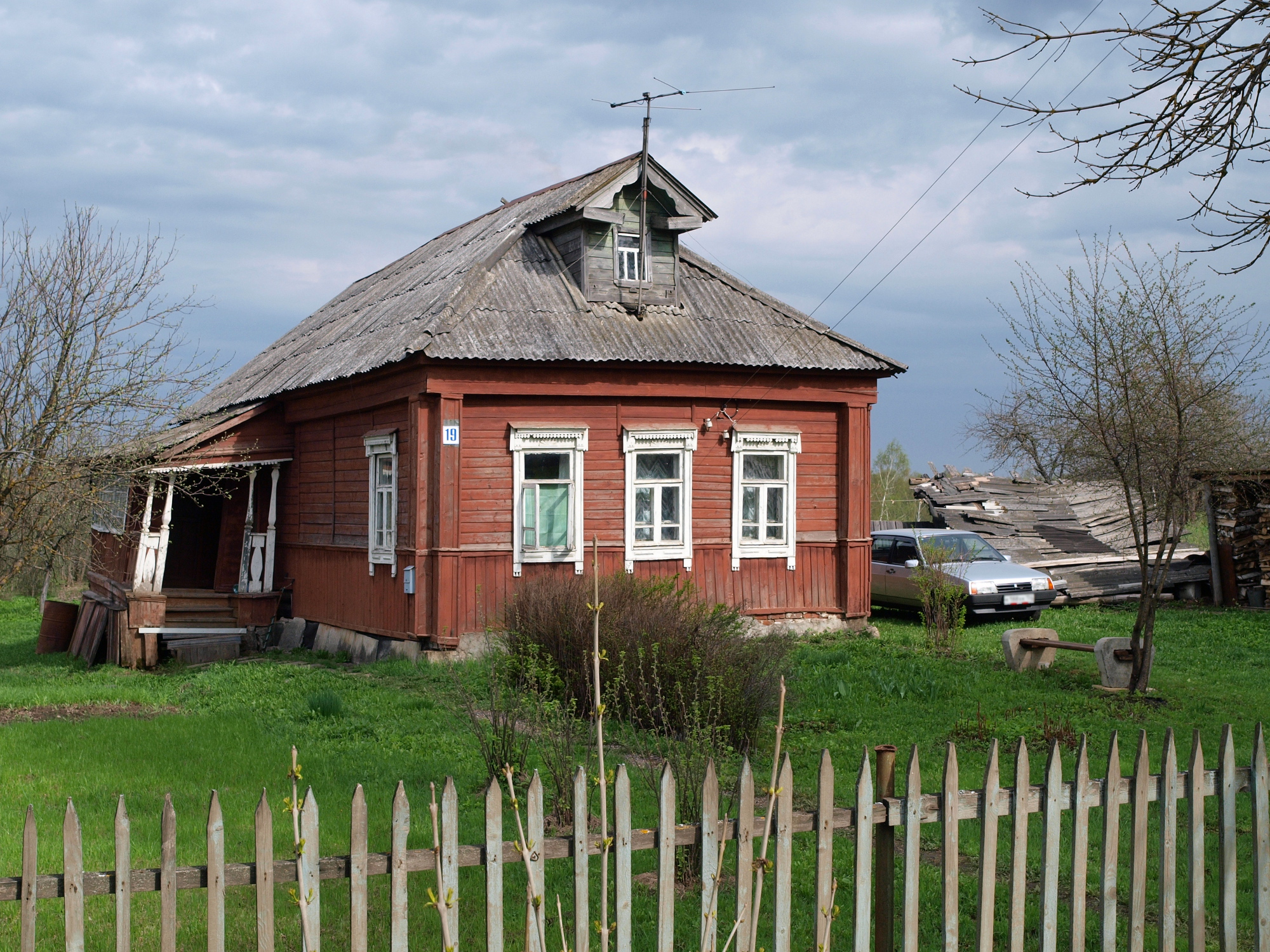

Онуфриево — село Истринского района Московской области, центр Онуфриевского сельского поселения. Население — 1022 чел. (2010). В селе 10 улиц, зарегистрировано 1 садовое товарищество. В Онуфриево действует средняя школа, детский сад № 41, Онуфриевская амбулатория, Дом культуры, библиотека. С Истрой село связано автобусным сообщением (автобус № 26, 34, 48).
Находится в 23 км к юго-западу от Истры, на юго-восточном берегу Тростенского озера, высота над уровнем моря 224 м.
Известно с 1593 года, как принадлежавшая находившейся в ней Онуфриевой пустыни подмонастырская слобода, разорённая в Смутное время и переданная по причине запустения в 1658 году Саввино-Сторожевскому монастырю. На 1623 год имелось: 2 двора служних, 3 двора монастырских детенышей, 3 двора бобыльских и 4 крестьянских двора, в 1678 году — 16 крестьянских и 15 бобыльских дворов, в 1705 году — 40 дворов. В селе существовала Успенская церковь, ведущая историю от монастырской церкви XVI века, несколько раз перестраиваемая. Взорвана в конце ноября 1941 года отступавшими советскими войскам. В селе действовало земское училище. В 1994—2006 годах — центр Онуфриевского сельского округа.

## Население
| 2002 | 2006 | 2010  |
| ---- | ---- | ----- |
| 897  | ↗939 | ↗1022 |